# Sholavandan

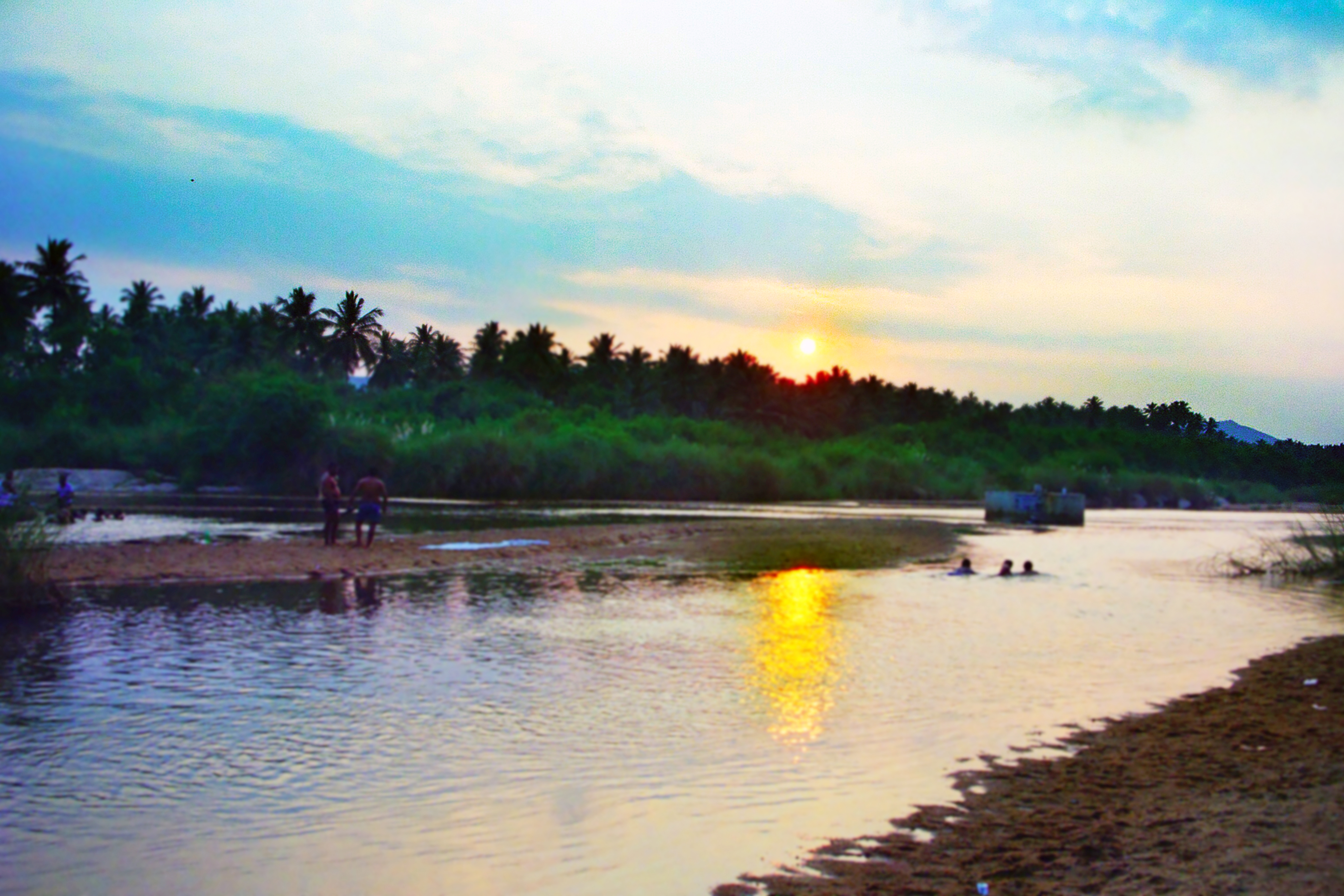

Sholavandan é uma panchayat (vila) no distrito de Madurai, no estatudo indiano de Tamil Nadu. It está localizada a the bank of Vaigai River.

## Demografia
Segundo o censo de 2001,  Sholavandan  tinha uma população de 21,661 habitantes. Os indivíduos do sexo masculino tem 50% da população e os do sexo feminino 50%. Sholavandan tem uma taxa de literacia de 72%, superior à média nacional de 59.5%: a literacia no sexo masculino é de 79% e no sexo feminino é de 65%. Em Sholavandan, 11% da população está abaixo dos 6 anos de idade.